# Ії Наомаса
Ії Наомаса (яп. 井伊 直政, いい なおまさ; 4 березня 1561 — 24 березня 1602) — японський військовик, даймьо період Сенґоку та початку сьоґунату Едо. Разом з Хонда Тадакацу, Сакікабара Ясумаса і Сакаї Тадацугу входив до числа так званих «Чотирьох Небесних Королів Токуґава Іеясу». Прізвисько — «Червонний демон».

## Життєпис
Походив з роду Ії з провінції Тотомі, що були васалами роду Імаґава. Наомаса народився в селі Хода району Інасіо провінції Тотомі. Його перше ім'я було Торамацу. Був єдиним сином Ії Наотіка. Мати Наомаса була дочкою Окуяма Тікамото. У 1562 році Наотіка було звинувачено у зраді Імаґава Удзідзане, який захопив родинний замок родини — Іїдані, а Наотіка загинув. Наомаса вдалося уникнути долі батька — його вчасно сховали слуги. Вподальшому виховувався вітчимом Мацушіта Кійошикай.
Після того, як у 1569 році Токуґава Іеясу завоював Тотомі, Наомаса став його васалом. Наомаса звитяжив у битві при Танака 1578 року. Після цього повернувся собі замок батька Іїдані у 1582 році. У 1584 році у битві при Нагакуте керував 3 тис. вояками, які завдали значної шкоди військам Ікеда. Після перетворення Канто в базу Іеясу, у 1590 році Наомаса отримав замок Мінова в провінції Кодзуке і дохід в 12 тис. коку рису (Такасакі-хан).
Він був відомий як очільник підрозділу «акаоні», тобто «червоних дияволів». За порадою Іеясу, Наомаса одягнув всіх своїх самураїв і асігару в червоні лаковані обладунки. Цю ідею Іеясу запозичив у Ямаґата Масакаґе. Подібний уніформізм формування (що було рідкістю для тодішньої Японії), а також червоний колір обладунків давав особливий психологічний тиск на супротивника.
На початку кампанії Секіґахара 1600 року Ії Наомаса брав участь в атаці на замок Гіфу. У битві при Секігахара він командував 3600 бійцями. У цій битві він діяв як охорона сина Іеясу — Тадайосі. Наприкінці битви він був поранений снайпером, коли переслідував сили клану Сімадзу, що відходили.
Після перемоги Токуґава Наомаса отримав володіння Хіконе в провінції Омі з доходом в 180 тис. коку. Він помер в 1602 році від поранення, отриманого в битві при Секігахара.